# Menesida fuscipennis
Menesida fuscipennis là một loài bọ cánh cứng trong họ Cerambycidae.